# Hitra cesta H5
Die Hitra cesta H5 (slowenisch für ,Schnellstraße H5‘) ist eine Schnellstraße in Slowenien.
Die H5 hat eine Betriebslänge von etwa 7,8 Kilometern. Im Endausbau sollen es rund 15,1 Kilometer sein. Sie führt von der italienischen Grenze bei Muggia bis nach Koper, wo sie derzeit am Anschluss zur Hitra cesta H6 in Richtung Portorož endet. Der gesamte Streckenverlauf wird von Italien im Hinterland der Küste über Koper nach Dragonja an der kroatischen Grenze führen und dort den Anschluss an die kroatische A9 herstellen. Die H5 wird im Endausbau Teil der Europastraße 751 sein.
Die Schnellstraße ist vollständig mautpflichtig (E-Vignette).

## Derzeitiger Ausbau
Die H5 soll die bestehende Nationalstraße 11 in Richtung Kroatien entlasten, da es hier immer wieder zu langen Staus kommt, insbesondere während der Sommermonate. Die Verbindung bis zur kroatischen A9 befindet sich derzeit allerdings noch im Planungsstadium.